# Coupes d'Europe de volley-ball
 (avril 2010).
Si vous disposez d'ouvrages ou d'articles de référence ou si vous connaissez des sites web de qualité traitant du thème abordé ici, merci de compléter l'article en donnant les références utiles à sa vérifiabilité et en les liant à la section « Notes et références ».
 (octobre 2011).
Cet article présente les principes de fonctionnement des différentes Coupes d'Europe de volley-ball, à savoir la Ligue des champions, la Coupe de la CEV et la Challenge Cup.
À noter que toutes les éditions 2019-2020 des différentes compétitions européennes, suspendues en mars 2020, ont été définitivement arrêtées, le 23 avril 2020 par la CEV, en raison de la pandémie de coronavirus,. En conséquence, les épreuves n'étant pas allées à leur terme, aucun titre n'est attribué.

## Les compétitions

### La Ligue des champions

#### Historique
- Palmarès et bilans de la compétition masculine
- Palmarès et bilans de la compétition féminine

#### Processus de qualification
Est qualifié d'office le champion national. Le cas échéant, la seconde place revient au vainqueur de la coupe nationale, ou au vice-champion lorsque le champion national a également remporté la coupe. Cette compétition n'intègre pas les champions des nations mineures, qui sont versées en Top Teams Cup. Le nombre de places attribuées à chaque fédération dépend d'un classement effectué par points en fonction des résultats des saisons précédentes : de mauvais résultats à répétition pour une nation peut entraîner la perte d'une place en Ligue des champions.

#### Déroulement de la compétition
Le fonctionnement présenté ici est celui qui a été introduit à l'occasion de la saison 2004-2005. Pour les années précédentes, se reporter aux pages des saisons concernées (liens dans les pages ci-dessus).
Les équipes sont réparties en plusieurs poules (20 clubs en 4 poules de 5 chez les hommes, 12 clubs en 2 poules de 6 chez les femmes), à l'intérieur desquelles les clubs s'affrontent en matches aller-retour. Au terme de cette première phase, la CEV désigne les clubs qui organiseront les Final Four respectifs ; ceux-ci sont exemptés des deux phases de play-offs.
Chez les hommes, ceux-ci prennent la forme de huitièmes de finale et de quarts de finale, tronqués car ils ne concernent respectivement que 12 puis 6 clubs (pourrait-on alors plus justement parler de « sixièmes de finale » et de « tiers de finale »). Les clubs classés de 1 à 3 au terme de la première phase participent aux play-offs. Un tableau de play-offs est créé par un tirage au sort des premiers matches ; ainsi une équipe connaît son éventuel parcours des huitièmes de finale jusqu'à la finale. Au terme des deux tours de play-offs, il ne reste plus que trois équipes, qui rejoignent alors le club exempté pour le Final Four (demi-finale et finale en deux jours au même endroit).
Chez les femmes, les play-offs se réduisent à un tour de quarts de finale, opposant les équipes classées de 1 à 3 au terme de la phase de poule. Le déroulement postérieur est identique à celui de la compétition masculine : les trois équipes rescapées rejoignent l'organisateur du Final Four pour le dernier carré.
Durant les phases de play-offs, les équipes sont qualifiées à la différence de sets, voire à la différence de points le cas échéant.
Certains clubs (dont Tours vainqueur en 2005) ont regretté le choix de la CEV d'effectuer un tirage au sort après la phase de poule, et non d'opter pour un système de matches croisés connus à l'avance d'après les classements finaux (par exemple, le 1er de la poule A contre le 3e de la poule B, les 2e des poules C et D entre eux, etc.). Si le tirage au sort a été « honnête » en opposant Plaisance (3e) à Tours (1er), il n'a pas pu respecter la « logique » en opposant des seconds à des troisièmes ; un tel décalage est encore plus contraint par l'exemption, pour la saison 2004-2005, de l'Iraklis Salonique (1er de la poule A). De plus, cela a donné un duel russo-russe dès les play-offs à 12 (Dinamo Moscou-Lokomotiv Belgorod). Ce système ne permet donc pas aux clubs de réserver leurs forces en prévoyant la suite de la compétition par le biais d'un tableau connu d'avance. Cependant, on ne peut pas dire que cette petite part de hasard soit foncièrement négative pour la compétition.

### La Coupe de la CEV

#### Historique
- Palmarès et bilans de la compétition masculine
- Palmarès et bilans de la compétition féminine

#### Processus de qualification
Depuis la modification de son organisation, la Coupe de la CEV peut être perçue comme une « Ligue des champions bis ». Elle confronte les champions nationaux des fédérations nationales mal classées (cf. supra). Cependant, à partir de la saison 2005-2006, certaines fédérations nationales bien classées comme l'Italie ou la Russie peuvent y engager une équipe (le moins bien classé des clubs admissibles en coupe de la CEV).

#### Déroulement de la compétition
Cette coupe d'Europe comprend à l'occasion, comme la Challenge Cup, un « premier tour » préliminaire destiné à éliminer les équipes présupposées plus faibles.
Le « deuxième tour » consiste en 8 tournois regroupant chacun quatre équipes, et se déroulant sur un week-end chez une de celles-ci. Seules les équipes classées aux premières places sont qualifiées pour le tour suivant.
La « phase principale » consiste en quatre poules de quatre équipes s'affrontant en matches aller-retour. Seules les équipes classées aux deux premières places sont qualifiées pour les quarts de finale.
Les quarts de finale se disputent par matches aller-retour, désignés par tirage au sort tout en respectant le classement obtenu par les clubs en poule : ainsi un premier n'affrontera qu'un second, et vice-versa.
La phase finale de la compétition consiste en un Final Four, tournoi à quatre réunissant les demi-finalistes et consistant en les demi-finales et les finales en deux jours au même endroit.
Chez les femmes, le principe de fonctionnement est identique.

### La Challenge Cup

#### Historique
- Palmarès et bilans de la compétition masculine
- Palmarès et bilans de la compétition féminine

#### Processus de qualification
La Challenge Cup concerne les meilleurs clubs autres que le champion et le vainqueur de la coupe nationale, c'est-à-dire en règle générale les 2e, 3e voire 4e au classement final. Cette compétition n'intègre pas les champions des nations mineures, qui sont versées en Coupe de la CEV. Le nombre de places attribuées à chaque fédération dépend d'un classement effectué par points en fonction des résultats des saisons précédentes.

#### Déroulement de la compétition
La Challenge Cup comprend au total quatre phases.
La première (« premier tour ») consiste en quelques matches aller-retour visant à éliminer les clubs « surnuméraires ». Le nombre de matches et donc de clubs n'est pas fixe, ainsi en 2004-2005 il y a eu quatre matches alors qu'en 2005-2006 il n'y en aura qu'un seul.
La deuxième phase (« deuxième tour ») concerne les 48 clubs encore engagés, et est l'étape principale de la compétition. Ceux-ci sont répartis en 12 poules et s'affrontent sous forme de tournois organisés par un des clubs. Dans une poule, les équipes se rencontrent une seule fois, jouant ainsi tous les jours sur un week-end. Seules les équipes terminant à la première place accèdent aux huitièmes de finale.
La « phase principale » inclut les huitièmes et quarts de finale, organisés sous forme de tableau. Les huitièmes de finale sont désignés par tirage au sort, et sont disputés par matches aller-retour ; le même principe est appliqué en quarts de finale.
La phase finale de la compétition consiste en un Final Four, tournoi à quatre réunissant les demi-finalistes et consistant en les demi-finales et les finales en deux jours au même endroit.
Chez les femmes, le principe reste le même, sauf qu'il n'existe pas de « premier tour » et qu'il n'y a que 11 tournois pour le « deuxième tour ».

## Bilan général
Mis à jour le 20 mai 2025.
| Nation             | Victoires | 2e places | 3e places |
| ------------------ | --------- | --------- | --------- |
| Italie             | 132       | 90        | 37        |
| Union soviétique   | 57        | 17        | 6         |
| Russie             | 27        | 30        | 22        |
| Turquie            | 21        | 25        | 15        |
| Allemagne          | 12        | 13        | 21        |
| France             | 11        | 13        | 17        |
| Tchéquie           | 10        | 11        | 12        |
| Pologne            | 9         | 14        | 14        |
| Roumanie           | 8         | 16        | 7         |
| Bulgarie           | 6         | 14        | 10        |
| Allemagne de l'Est | 6         | 8         | 14        |
| Grèce              | 4         | 12        | 8         |
| Hongrie            | 3         | 8         | 5         |
| Azerbaïdjan        | 3         | 5         | 2         |
| Espagne            | 2         | 8         | 7         |
| Belgique           | 2         | 6         | 9         |
| Pays-Bas           | 2         | 4         | 8         |
| Yougoslavie        | 1         | 6         | 6         |
| Ukraine            | 1         | 3         | 4         |
| Croatie            | 1         | 3         | 0         |
| Portugal           | 1         | 2         | 1         |
| Serbie             | 1         | 2         | 1         |
| Slovénie           | 1         | 0         | 0         |
| Autriche           | 0         | 1         | 1         |
| Suisse             | 0         | 2         | 0         |
| Biélorussie        | 0         | 1         | 0         |
| Albanie            | 0         | 0         | 1         |
| Monténégro         | 0         | 0         | 1         |